# East Gillespie
East Gillespie es una villa ubicada en el condado de Macoupin en el estado estadounidense de Illinois. En el Censo de 2010 tenía una población de 270 habitantes y una densidad poblacional de 326,79 personas por km².

## Geografía
East Gillespie se encuentra ubicada en las coordenadas 39°8′16″N 89°48′46″O / 39.13778, -89.81278. Según la Oficina del Censo de los Estados Unidos, East Gillespie tiene una superficie total de 0.83 km², de la cual 0.83 km² corresponden a tierra firme y (0%) 0 km² es agua.

## Demografía
Según el censo de 2010, había 270 personas residiendo en East Gillespie. La densidad de población era de 326,79 hab./km². De los 270 habitantes, East Gillespie estaba compuesto por el 99.63% blancos, el 0% eran afroamericanos, el 0% eran amerindios, el 0.37% eran asiáticos, el 0% eran isleños del Pacífico, el 0% eran de otras razas y el 0% pertenecían a dos o más razas. Del total de la población el 0% eran hispanos o latinos de cualquier raza.